# دولنی بووسوو
دولنی بووسوو (به چکی: Dolní Bousov) یک منطقهٔ مسکونی در جمهوری چک است که در ناحیه ملادا بولسلاو واقع شده‌است. دولنی بووسوو ۲٬۵۷۵ نفر جمعیت دارد.